# 海原县
海原县是中华人民共和国宁夏回族自治区中卫市下辖的一个县，位于宁夏南部，清水河中游，面积4990平方公里。
1920年12月16日世界協調時12時6分，海原县發生大地震，震央規模為里氏震级8.5級，矩震級為7.8級，為中國有地震記載中最高烈度的地震，餘震維持三年時間。這場地震造成海原县超過73,604人死亡，200公里內附近的縣城全被波及，全中國感受震動。海原县在地震後山崩地裂，由於當地居民居住於窯洞內，因此難以抵受地震衝擊，死傷無數。

## 行政区划
海原县下辖5个行政建制镇、12个乡：
海城镇、李旺镇、西安镇、三河镇、七营镇、史店乡、树台乡、关桥乡、高崖乡、郑旗乡、贾塘乡、曹洼乡、九彩乡、李俊乡、红羊乡、关庄乡、甘城乡、甘盐池种羊场、南华山水源涵养林总场和海原县老城管理办公室。

## 人口
根據第七次人口普查數據，截至2020年11月1日零時，海原縣常住人口為333518人。

## 交通
- 341国道、 344国道过境。

## 社会经济
2009年末，总人口41.11万人，其中回族28.85万人，占70.18%，地区生产总值17.04亿元，地方财政收入0.52亿元。